# Недобровольная госпитализация в психиатрии
Недобровольная психиатрическая госпитализация — согласно определению Совета Европы, приём и удержание для лечения человека, страдающего от психического расстройства, в больнице либо другом медицинском учреждении, произведённые не по его просьбе.
Понятие недобровольной госпитализации и других недобровольных психиатрических мер следует отличать от понятия принудительных мер медицинского характера. Принудительные меры медицинского характера обычно осуществляются по отношению к лицам, совершившим общественно опасные деяния, в случае же недобровольных мер это условие необязательно. Иными словами, недобровольная госпитализация осуществляется чаще всего в отношении лиц, не совершивших противозаконных действий.
Принудительные меры медицинского характера применяются только по решению суда и в рамках уголовного судопроизводства. Решение о недобровольной госпитализации также принимается в судебном порядке, однако оно оформляется постановлением судьи в рамках административного судопроизводства.

## Недобровольная психиатрическая госпитализация в России

### История
В России до 1993 года отсутствовало какое-либо специальное законодательство, регламентировавшее оказание психиатрической помощи. Существовали разрозненные инструкции и статьи законов в уголовном и административном праве, приказах Министерства здравоохранения СССР. Фактически в Советском Союзе любой психиатрический пациент мог быть госпитализирован по просьбе его родственников, начальника на работе или по указаниям районного психиатра; согласие или несогласие пациента при этом ничего не значило. Продолжительность лечения в психиатрической больнице тоже зависела исключительно от психиатра. Всё это сделало возможным злоупотребление психиатрией в политических целях и, что не менее важно, создало практику игнорирования прав душевнобольных. Так, «Инструкция по неотложной госпитализации психически больных, представляющих общественную опасность», принятая в 1961 году, позволяла недобровольно госпитализировать в психиатрическую больницу без решения суда. Госпитализированный в соответствии с этой инструкцией человек мог пробыть в психиатрическом стационаре сколь угодно долго. В инструкции отсутствовало право госпитализируемого человека на защиту, на пользование услугами адвоката и периодический пересмотр решений о недобровольной госпитализации.
Закон РФ «О психиатрической помощи и гарантиях прав граждан при ее оказании», принятый 2 июля 1992 года, был разработан как реакция на нарушения в области психиатрии в Советском Союзе. В законе чётко прописан судебный порядок решения вопросов о психиатрическом освидетельствовании и госпитализации в психиатрическую больницу без согласия лица или его законного представителя.

### Современное положение дел
В 29-й статье Закона РФ «О психиатрической помощи…» приведены основания для недобровольной госпитализации лиц с психическими расстройствами:
Лицо, страдающее психическим расстройством, может быть госпитализировано в медицинскую организацию, оказывающую психиатрическую помощь в стационарных условиях, без его согласия либо без согласия одного из родителей или иного законного представителя до постановления судьи, если его психиатрическое обследование или лечение возможны только в стационарных условиях, а психическое расстройство является тяжелым и обусловливает:
а) его непосредственную опасность для себя или окружающих, или
б) его беспомощность, то есть неспособность самостоятельно удовлетворять основные жизненные потребности, или
в) существенный вред его здоровью вследствие ухудшения психического состояния, если лицо будет оставлено без психиатрической помощи.
Согласно Закону «О психиатрической помощи…», начальной стадией недобровольной госпитализации в России должно являться проводимое в добровольном или недобровольном порядке психиатрическое освидетельствование. Решение относительно недобровольного психиатрического освидетельствования принимается психиатром на основе письменного заявления и подтверждается судом. При опасности пациента для себя или других решение относительно психиатрической экспертизы должно быть сделано психиатром немедленно. Однако в действительности данный порядок в России во многих случаях игнорируется. Фактически освидетельствование лица с психическим расстройством часто проводится без суда по звонку родственников или других лиц бригадой скорой психиатрической помощи и непосредственно предшествует госпитализации. В какой-то мере это воссоздаёт ситуацию, существовавшую до принятия закона, и обусловливает риск нарушения прав пациентов.
В законодательстве РФ отсутствует специальное юридическое определение психического расстройства. Фактически это означает совпадение медицинского и юридического определения психического расстройства и создаёт ситуацию правовой неопределённости, когда врач и юрист должны сами решать, действительно ли пациент страдает тяжёлым психическим расстройством или для его госпитализации следует руководствоваться какими-то другими нормами. Согласно приказу Минздрава РФ «О скорой психиатрической помощи» от 8 апреля 1998 года, основанием для недобровольной госпитализации могут служить не только психотические, но и аффективные состояния (к примеру, непсихотическая депрессия), а также психопатоподобные расстройства. Обращаться в суд с административными исками о недобровольной госпитализации в психиатрический стационар могут не только врачи — сотрудники психиатрических учреждений, но и прокуроры (эта норма узаконена ФЗ, принятым в июле 2018 года).
Очень часто недобровольная госпитализация в психиатрическую больницу осуществляется ещё до подачи иска в суд и до решения суда о недобровольной госпитализации. В приёмном отделении пациента, госпитализированного в психиатрический стационар, осматривает врач-психиатр, определяет тяжесть психического состояния и уточняет показания к госпитализации. Врач приёмного отделения самостоятельно принимает решение о недобровольной госпитализации и вправе не согласиться с решением врача, проводившего освидетельствование на предшествующем этапе. В этом случае пациент, не давший согласия на госпитализацию, может быть отпущен из приёмного покоя или отделения психиатрического стационара. Если же психиатр приёмного отделения принял решение о недобровольной госпитализации, в дальнейшем пациента освидетельствует комиссия психиатров больницы, направляющая (в случае, если они признали госпитализацию обоснованной) своё заключение в суд, который и выносит окончательное решение.
Согласно определению Конституционного Суда РФ от 5 марта 2009 года № 544-О-П, не допускается недобровольная госпитализация в психиатрический стационар на срок свыше 48 часов без судебного решения. Поэтому заявление о госпитализации в недобровольном порядке должно быть подано в суд на протяжении 48 часов с момента помещения лица в психиатрический стационар. Как только административное исковое заявление по данной категории дел поступило в суд, судья обязан немедленно вынести определение о принятии этого заявления к производству и возбудить производство по административному делу.
Недобровольно госпитализированный пациент, согласно Закону «О психиатрической помощи…», в течение первых шести месяцев не реже одного раза в месяц подлежит освидетельствованию комиссией врачей-психиатров, которая решает вопрос о продлении или прекращении госпитализации. По истечении шести месяцев, если основания для недобровольного пребывания пациента в стационаре сохраняются, заключение комиссии врачей-психиатров о необходимости продления госпитализации направляется в суд, и судья принимает окончательное решение по этому вопросу. В дальнейшем решение о продлении недобровольной госпитализации принимается судьёй ежегодно, а освидетельствования комиссией проводятся не реже одного раза в шесть месяцев.

## Недобровольная психиатрическая госпитализация в других странах

### Азербайджан
Положения закона Азербайджанской Республики «О психиатрической помощи», определяющие основания для недобровольной психиатрической помощи (статья 11), аналогичны российскому законодательству. К ним относятся (при условии, что характер психического расстройства требует обследования и лечения только в психиатрической больнице):
- непосредственная опасность лица, страдающего психическим расстройством, для себя и/или окружающих;
- беспомощность вследствие психического расстройства, в результате чего лицо не в состоянии удовлетворять свои основные жизненные потребности;
- непредотвратимый ущерб здоровью вследствие ухудшения психического состояния, если лицо будет оставлено без психиатрической помощи.

### Аргентина
Согласно закону Аргентины от 2 декабря 2010 года № 26.657 «О психическом здоровье», инициирование процедуры недобровольной госпитализации индивида возможно в судебном порядке по инициативе медицинского персонала. В статье 20 этого закона указано, что недобровольная госпитализация является исключительной терапевтической мерой при невозможности реализации амбулаторного лечения и может осуществляться только в случае, если комиссия медиков считает, что существует неизбежный риск для самого индивида или для третьих лиц. При этом следует соблюдать такие условия:
- Наличие указанных рисков должно быть указано в письменном виде двумя специалистами, не состоящими с госпитализированным лицом в родстве, дружеских или экономических отношениях, причём один из этих специалистов должен быть психологом или психиатром.
- Эффективные альтернативы лечению индивида отсутствуют.

### Болгария
В Республике Болгарии не существует отдельного закона о психиатрической помощи, и недобровольная госпитализация регламентируется пятой главой «Закона о здоровье», принятого 10.08.2004 и вступившего в силу 01.01.2005. Эта глава имеет название «Психическое здоровье», и второй её раздел «Обязательное помещение на лечение» полностью посвящён недобровольной госпитализации. Согласно этому разделу, недобровольной госпитализации подлежат лица, которые из-за наличия у них психического заболевания «могут совершить преступление, представляющее опасность для их близких, для окружающих, для общества», или же существует серьёзная угроза их здоровью.
В отличие от российского законодательства, оценка вероятности совершения преступления, согласно болгарскому законодательству, входит в компетенцию суда, и суд назначает судебно-психиатрическую экспертизу, в ходе которой один психиатр (такие виды экспертиз относятся к категории единоличных), проводя экспертизу, даёт также заключение относительно способности лица выражать информированное согласие на лечение, предлагает лечение имеющегося у него психического расстройства и рекомендует конкретное учреждение, где это лечение может быть проведено. В заключении судебно-психиатрической экспертизы даётся оценка степени риска социально опасного поведения, связанного с наличием психического расстройства, причём степень риска оценивается с помощью набора критериев, описанного в болгарском национальном стандарте по психиатрии.
В этом стандарте выделяются две категориальные оси (опасность для себя и опасность для окружающих), которые включают в себя идентичный набор пунктов для их оценки. Каждая из осей содержит 6 разделов:
1. Психопатологические критерии (проявления психического расстройства на момент обследования).
2. Личностные изменения, возникшие в результате психического расстройства.
3. Поведенческие проявления, которые создают опасность для себя или окружающих.
4. Наличие в прошлом агрессивного поведении и правонарушений, асоциального окружения.
5. Данные о социальных факторах, затрудняющих возможность ресоциализации.
6. Негативные психологические проявления на момент осмотра (враждебность, эксплозивность, некритичность, отсутствие эмпатии).

Недобровольное лечение продлевается каждые 3 месяца на основании заключения судебно-психиатрической экспертизы.

### Великобритания
По данным неправительственной организации MIND, большинство людей, получающих лечение в психиатрических учреждениях Англии и Уэльса, делают это на добровольной основе и имеют те же права, что и лица, лечащиеся от соматических заболеваний. Меньшинство пациентов психиатрических учреждений помещены туда недобровольно, и их права по сравнению с правами пациентов, получающих лечение добровольно, могут быть ограничены.
Как правило, вопрос о недобровольной госпитализации для обследования или лечения ставит специальный социальный работник или один из близких родственников. Необходимость недобровольной госпитализации (при наличии такого психического расстройства, которое требует помещения в стационар, либо требует лечения, направленного на предотвращение ухудшения состояния, либо обуславливает опасность для самого пациента или окружающих) должны подтвердить два психиатра. При недобровольном направлении на обследование в условиях срочной необходимости один психиатр должен подтвердить, что ожидание мнения второго врача приведёт к нежелательному промедлению.
Согласно законодательству Великобритании, пациент, госпитализированный недобровольно, может обжаловать свою госпитализацию в Трибунале по вопросам психического здоровья в течение первых 14 дней госпитализации (правом на обжалование его госпитализации могут воспользоваться и близкие родственники пациента). В отличие от британского законодательства, российское не устанавливает такого права, хотя практикой Европейского суда по правам человека установлено, что отсутствие положения о возможности инициирования пациентом проверки законности и обоснованности недобровольной госпитализации представляет собой нарушение статьи 5 Конвенции о защите прав человека и основных свобод.
Выписка из психиатрического стационара осуществляется по решению одного из следующих лиц:
- лечащего врача;
- руководителей стационара;
- Трибунала по вопросам психического здоровья.

Если пациент не обжаловал недобровольное пребывание в стационаре в течение первых 6 месяцев, его дело будет автоматически пересмотрено Трибуналом по вопросам психического здоровья. Если Трибунал продлил недобровольное пребывание пациента в стационаре, следующая процедура автоматического контроля происходит через три года в случае, если заявитель не обжаловал своё стационирование раньше. Многие юристы выступают за то, чтобы автоматический контроль осуществлялся чаще, так как трёхлетний срок считается излишне большим и не учитывает интересы пациента.

### Германия
В настоящее время в Германии недобровольное помещение лиц, не совершивших противоправных действий, в психиатрические клиники возможно лишь в редких случаях: основной критерий недобровольной госпитализации — непосредственная угроза для себя или окружающих (в случае, если человек находится на грани самоубийства или может лишить жизни других людей, причём эта угроза должна быть настолько реальной, что единственный способ избежать её — помещение человека в психиатрическую больницу). Недобровольная госпитализация осуществляется на основе нескольких заключений различных врачей о психическом состоянии человека, разрешения местных властей и вердикта суда. В течение 24 часов после недобровольной госпитализации больница должна сообщить в суд о госпитализации пациента, предоставив медицинское заключение; в течение этих же суток (даже если госпитализация происходит в выходные дни) должно состояться заседание суда. По немецким законам человека не могут лишать свободы без решения суда на срок более 24 часов.
Чаще всего выездное заседание суда по поводу недобровольной госпитализации проводится в клинике с участием пациента, его адвоката, предоставляемого и оплачиваемого государством, и врача-психиатра. При вынесении судебного решения значимо состояние пациента в момент заседания, а не днём ранее, когда он был госпитализирован. Нередко судьи приходят к выводу, что пациент несомненно болен, однако его кризисное состояние позади, поэтому нет юридических оснований для принудительной госпитализации.
Если необходимо продление срока недобровольного пребывания пациента в больнице, вся процедура повторяется.
Подавляющее большинство пациентов психиатрических стационаров обращаются за помощью добровольно и добровольно проходят курс лечения в больнице; лишь очень немногие из пациентов содержатся в режиме закрытых дверей.

### Казахстан
Показания к недобровольным психиатрическим мерам (освидетельствованию, госпитализации) чётко обозначены в Законе о психиатрической помощи Республики Казахстан, очень близком к соответствующему закону Российской Федерации: «непосредственная опасность для себя и окружающих», «беспомощность при отсутствии надлежащего ухода», «существенный вред здоровью при оставлении без психиатрической помощи». Как и в российском Законе о психиатрической помощи, оговоренные в Законе о психиатрической помощи Республики Казахстан показания для недобровольных мер должны распространяться только на лиц, страдающих тяжёлыми психическими расстройствами.

### Китай
Согласно закону КНР от 26 октября 2012 года «О психическом здоровье», недобровольной госпитализации и недобровольному лечению могут быть подвержены только пациенты, у которых выявлены серьёзные психические расстройства и которые удовлетворяют одному из следующих условий:
- причиняют вред самому себе, либо же имеется реальный риск причинения вреда самому себе;
- совершают действия, которые угрожают либо могут угрожать безопасности других людей.

Госпитализация и лечение пациента, который причинил или же может причинить вред самому себе, не допускаются без согласия его опекуна (законного представителя). В случае же, если опекун не соглашается с применением недобровольных мер и медицинское учреждение не осуществляет госпитализацию и лечение пациента, ответственность за совершённые им действия несёт сам опекун.
Если же пациент совершает действия, которые угрожают либо могут угрожать безопасности других лиц, то он и его опекун вправе возражать против медицинского заключения о госпитализации и требовать проведения повторного медицинского освидетельствования.
При несогласии пациента и его опекуна также и с повторно подтверждённым диагнозом, связанным с наличием в поведении лица опасности для окружающих, пациент и его опекун вправе в течение 3 дней с даты получения повторного медицинского заключения обратиться в аккредитованную медицинскую организацию для проведения независимого, имеющего юридическую силу освидетельствования на предмет наличия психических расстройств.

### Норвегия
Критерием недобровольной госпитализации в Норвегии, согласно законодательству, является наличие тяжёлого психического расстройства, которое обусловливает необходимость принуждения, позволяющего предотвратить ухудшение состояния пациента в ближайшем будущем, или способствовать перспективам его улучшения («критерий лечения»), или предупредить неминуемую опасность для жизни и здоровья пациента или других лиц («критерий опасности»).

### США
В большинстве штатов США для недобровольной госпитализации необходимы доказательства наличия психического заболевания, вследствие которого возможна значительная угроза причинения серьёзного вреда самому себе или окружающим. Согласно решению Верховного суда США от 1975 года (в частности, решению по делу «О’Коннор против Дональдсона»), отражённому в актах каждого штата, содержащих правила недобровольной госпитализации, возможны и два других условия: либо пациент должен быть «безнадёжен в недопущении рисков, сопутствующих свободе», либо он должен нуждаться в психиатрическом лечении.
Процедура недобровольной госпитализации в США в значительной мере сходна с российской, невзирая на иные традиции и социальные условия. Тем не менее, например, процедуры госпитализации в штате Айова и штате Массачусетс отчасти более либеральны по отношению к пациентам: предварительное разрешение суда требуется в большинстве случаев недобровольной госпитализации, даже если речь идёт о госпитализации опасных больных; выписка пациентов из стационара осуществляется до постановления суда, которое должно только утвердить (или не утвердить) решение администрации больницы по этому поводу. Однако либеральность не исключает вполне реального права штата лечить в недобровольном порядке даже более широкие группы пациентов, чем в России.
Решение об экстренной недобровольной госпитализации врач-психиатр принимает без участия суда лишь на период от 3 дней до 2 недель. В большинстве штатов свидетельство о недобровольной госпитализации должен подписать принимающий такое решение врач или психолог, но в некоторых штатах его должны подписать несколько специалистов. В ряде штатов инициировать процедуру недобровольной госпитализации могут органы публичной власти, такие как полиция или суды, если нет возможности привлечь специалиста в области психиатрии.
Недобровольная госпитализация в судебном порядке является более сложным процессом, требующим подачи заявления в суд соответствующей юрисдикции. Эта процедура обычно применяется в таких случаях:
- Если пациент, ранее недобровольно госпитализированный в экстренном порядке, нуждается в госпитализации на более длительный срок.
- Если пациент, ранее добровольно госпитализированный, требует выписки, а врачи не считают, что его выписка в данный момент может быть безопасной. При этом они могут обратиться в суд с ходатайством о госпитализации с целью продолжения лечения пациента, теперь уже на недобровольной основе.

### Украина
Согласно Закону Украины «О психиатрической помощи», лицо, страдающее психическим расстройством, может быть недобровольно госпитализировано в психиатрическое учреждение, если его лечение или обследование возможно только в стационарных условиях и у лица выявлено тяжёлое психическое расстройство, вследствие которого оно:
- совершает или проявляет реальные намерения совершить действия, представляющие непосредственную опасность для него либо окружающих, или
- неспособно самостоятельно удовлетворять свои основные жизненные потребности на уровне, обеспечивающем его жизнедеятельность.

Таким образом, в Законе Украины «О психиатрической помощи», в отличие от аналогичного российского закона, отсутствует критерий «существенный вред… здоровью вследствие ухудшения психического состояния, если лицо будет оставлено без психиатрической помощи».
Лицо, госпитализированное в недобровольном порядке в психиатрическое учреждение, согласно украинскому закону (как и согласно российскому) обязана осмотреть комиссия врачей-психиатров для решения вопроса о целесообразности или нецелесообразности госпитализации и в случае, если госпитализация признана целесообразной, направить заявление в суд о недобровольной госпитализации, который и выносит окончательное решение.
Как и согласно российскому закону, недобровольно госпитализированный пациент в течение первых шести месяцев не реже раза в месяц подлежит освидетельствованию комиссией врачей-психиатров, решающей вопрос о продлении или прекращении госпитализации. По истечении шести месяцев после госпитализации, если основания для недобровольного пребывания пациента в стационаре сохраняются, заключение комиссии врачей-психиатров о необходимости продления госпитализации направляется в суд, который и принимает окончательное решение по этому вопросу. Выписка недобровольно госпитализированного пациента осуществляется по решению комиссии врачей-психиатров или по решению суда об отказе в продлении госпитализации.

### Франция
В законодательстве Франции обозначены три основные административные процедуры оказания недобровольной психиатрической помощи:
- психиатрическая помощь по обращению третьего лица либо в случае неминуемой опасности;
- психиатрическая помощь по решению представителя государства;
- психиатрическая помощь людям, находящимся в заключении.

В частности, человеку с психическим расстройством может быть оказана недобровольная психиатрическая помощь по обращению третьего лица либо при наличии неминуемой опасности по решению руководителя специализированного медицинского учреждения (являющегося, согласно решению органа исполнительной власти, учреждением для оказания психиатрической помощи), и только при совокупности следующих условий:
- Наличие у данного лица психического расстройства делает невозможным получение его согласия.
- Его психическое состояние требует оказания немедленной психиатрической помощи, которая предполагает или полный медицинский контроль, требующий госпитализации, или регулярный медицинский контроль, требующий оказания других видов помощи (амбулаторной помощи, ухода на дому, работы в специализированном учреждении).

Решение об оказании недобровольной психиатрической помощи выносится при наличии двух подробных медицинских заключений, которые должны быть выданы не менее чем за пятнадцать дней и в которых подтверждается наличие совокупности указанных выше условий.
В течение 72 часов после поступления в психиатрическое учреждение госпитализированное лицо подлежит обязательному освидетельствованию. Должны быть составлены два медицинских заключения, в которых обоснована необходимость оказания лицу психиатрической помощи и обозначена форма её оказания. Если хотя бы в одном из этих двух заключений утверждается, что состояние лица более не требует мер по оказанию психиатрической помощи, руководитель принимающего учреждения должен немедленно вынести решение об отмене указанной меры.
Если же в обоих медицинских заключениях делается вывод о необходимости продолжения оказания недобровольной психиатрической помощи, руководитель учреждения должен вынести решение о её продолжении сроком на один месяц, сохраняя форму оказания помощи, предложенную психиатром.
После окончания месячного этапа оказания психиатрической помощи недобровольное лечение могут продлить по решению руководителя учреждения на срок, равный одному месяцу. В течение 3 последних дней каждого месячного периода психиатр принимающего учреждения должен оформить подробное медицинское заключение, где указывается, является ли по-прежнему необходимой оказываемая помощь, следует ли сохранить форму оказания пациенту психиатрической помощи, назначенную ранее, или необходима новая форма.
В случае, если недобровольное лечение длится более года, его продление зависит от результатов углубленной комиссионной медицинской оценки психического состояния лица, которая проводится повторно один раз в 3 года.

### Швеция
В Швеции решение о недобровольном лечении может быть принято в случае, если пациент страдает от серьёзного психического расстройства и в силу своего психического состояния и личных обстоятельств должен быть непременно подвергнут психиатрическому лечению, которое невозможно обеспечить никаким иным образом, кроме госпитализации в медицинское учреждение. Решение о недобровольном лечении принимает главный врач психиатрического отделения, а решение суда требуется лишь в случае, если недобровольное лечение будет длиться более четырёх недель с момента принятия решения о госпитализации. Суд рассматривает дело о недобровольной госпитализации через четыре недели после первоначальной госпитализации и может принять решение о продлении срока недобровольного пребывания пациента в учреждении на четыре месяца. Чтобы продлить недобровольное лечение на дополнительный период, необходимо новое решение суда, согласно которому срок недобровольного лечения может быть продлён на срок до шести месяцев.

### Япония
Согласно закону 1952 года № 123 «О психическом здоровье и благосостоянии для лиц с психическими расстройствами», возможна недобровольная госпитализация лица умственно отсталого или психически больного. Основным условием госпитализации при этом является наличие рисков в случае непомещения индивида в медицинское учреждение причинения вреда индивидом самому себе или другим лицам в силу наличия у него психического расстройства.
Любое лицо, знающее об индивиде, у которого предположительно имеется психическое заболевание, может обратиться с заявлением к префекту (губернатору префектуры) для принятия решения о проведении медицинского обследования этого индивида.

## Вопросы недобровольной госпитализации в международных правовых документах
Международный пакт о гражданских и политических правах ООН
Согласно статье 9(1) Международного пакта о гражданских и политических правах ООН, «каждый человек имеет право на свободу и личную неприкосновенность. Никто не может быть подвергнут произвольному аресту или содержанию под стражей. Никто не может быть лишён свободы, иначе как на таких основаниях и в соответствии с такой процедурой, которые установлены законом». Как отмечал Комитет по правам человека ООН, положение статьи 9(1) Международного пакта распространяется на все случаи лишения свободы, в случаях уголовных дел либо в таких, в частности, случаях, как психическое заболевание. Комитет также указывал, что право на определение судом законности задержания следует распространять на всех лиц, лишённых свободы, и что государство должно обеспечить любому человеку эффективное средство правовой защиты в случаях, когда он заявляет, что лишение его свободы противоречит положениям Пакта.
Принципы защиты психически больных лиц и улучшения психиатрической помощи
Согласно Принципам защиты психически больных лиц и улучшения психиатрической помощи, недобровольная госпитализация в психиатрическое учреждение может осуществляться лишь в отношении лиц, которым квалифицированный специалист, работающий в области психиатрии, поставил в соответствии с международно признанными медицинскими стандартами диагноз, означающий наличие у данного лица психического заболевания.
Однако наличие у лица психического заболевания — необходимое, но недостаточное условие для недобровольной госпитализации. Принцип 9 гласит, что «каждый пациент имеет право на лечение в обстановке, предусматривающей наименьшие ограничения», а Принцип 15(1) устанавливает, что, если человек нуждается в лечении в психиатрическом учреждении, следует прилагать все усилия, чтобы избежать недобровольной госпитализации.
Госпитализация лица с психическим заболеванием в психиатрическое учреждение может быть осуществлена лишь в случае соблюдения хотя бы одного из двух дополнительных критериев, указанных в Принципе 16(1):
- первый критерий — «серьёзная угроза причинения непосредственного или неизбежного ущерба» этому лицу или другим лицам (Принцип 16(1)(a));
- согласно второму критерию, лицо, чьё психическое заболевание является тяжёлым, а умственные способности — ослабленными, может быть недобровольно помещено в психиатрическое учреждение, если отказ от госпитализации или содержания данного лица в психиатрическом учреждении может повлечь за собой серьёзное ухудшение его здоровья либо сделает невозможным применение надлежащего лечения, которое может быть проведено при условии госпитализации в психиатрическое учреждение в соответствии с принципом наименее ограничительной альтернативы (Принцип 16(1)(b)).

Принцип наименее ограничительной альтернативы, о котором говорится в Принципе 16(1)(b), подразумевает, что помещать пациента в учреждение закрытого типа можно лишь в качестве крайней меры — иначе говоря, лишь тогда, когда пациент не может получать адекватные лечение и уход по месту проживания (Принцип 7(1)). Кроме того, при госпитализации, осуществляющейся согласно критерию, обозначенному в Принципе 16(1)(b), специалист, выставивший диагноз, должен проконсультироваться со вторым специалистом, работающим в области психиатрии и при этом независимым от первого специалиста, и только в случае согласия второго специалиста пациент может подвергаться недобровольной госпитализации или недобровольно содержаться в учреждении.
В Принципе 16(2) указывается, что пациента могут недобровольно удерживать в психиатрическом учреждении первоначально лишь в течение недолгого периода (длительность которого определяется внутригосударственным законодательством) в целях наблюдения и проведения предварительного лечения, до того как надзорным органом будет рассмотрен вопрос о недобровольной госпитализации пациента и содержании его в психиатрическом учреждении. О причинах и факте госпитализации следует «незамедлительно» сообщить самому пациенту, «безотлагательно и в подробном виде» — надзорному органу, личному представителю пациента, если таковой у него имеется, и — если пациент не возражает против этого — его семье.
Пациент, его личный представитель и любое заинтересованное лицо могут обжаловать в суде более высокой инстанции решение о недобровольной госпитализации или недобровольном пребывании в психиатрическом учреждении (согласно Принципу 17(7)). Через разумные промежутки времени, обозначенные во внутригосударственном законодательстве, пациент может обращаться в надзорный орган с ходатайством о выписке или получении статуса пациента, госпитализированного в добровольном порядке (согласно Принципу 17(4)). В любом случае надзорный орган должен через разумные промежутки времени, обозначенные во внутригосударственном законодательстве, пересматривать решения, касающиеся недобровольной госпитализации (согласно Принципу 17(3)). В Принципе 18 указывается, что пациент имеет право выбирать и назначать адвоката для его представления в ходе любой процедуры рассмотрения жалобы или апелляции. И сам пациент, и его адвокат могут присутствовать на любом слушании, принимать в нём участие и быть заслушанными, запросить и представить независимое психиатрическое заключение, а также письменные и устные доказательства, если они относятся к делу и являются приемлемыми. Пациент и его адвокат имеют право на доступ к досье пациента.
Стандарты Комитета против пыток
Право пациентов на информированное согласие при недобровольной госпитализации специально оговорено стандартами Европейского комитета по предупреждению пыток и бесчеловечного или унижающего человеческое достоинство обращения или наказания. Согласно этим стандартам, «принудительное помещение лица в психиатрическое учреждение не должно истолковываться как разрешение на проведение лечения без его согласия. Из этого следует, что любому вменяемому пациенту, добровольному или недобровольному, должна быть предоставлена возможность отказаться от лечения или какого-либо другого медицинского вмешательства. Любое отступление от этого фундаментального принципа должно иметь законные основания и применяться только в ясно и чётко определённых исключительных обстоятельствах».

## Критика

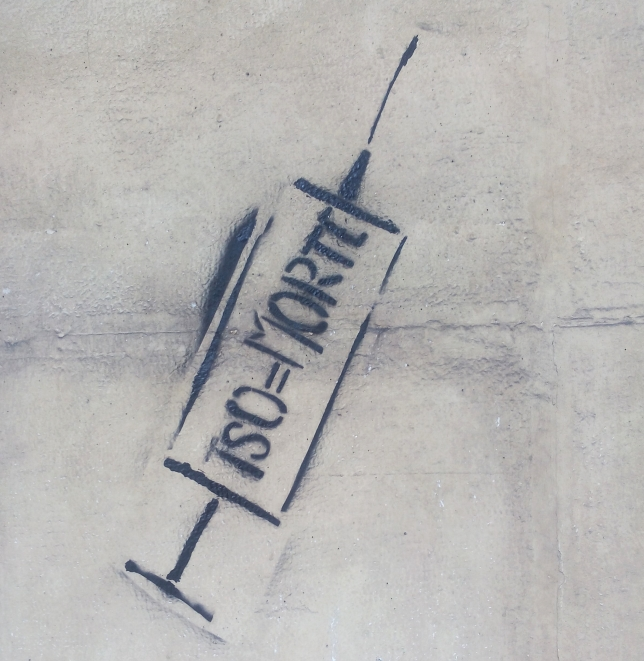
Граффити в Турине (Италия), выражающее протест против недобровольного лечения. Надпись «TSO=MORTE» означает «Недобровольное лечение = смерть»

Широкое применение недобровольной госпитализации и изоляции пациентов подвергали резкой критике представители антипсихиатрии. Так, в работе «Узилища: Несколько эссе о социальном положении психически больных и других лишённых свободы» американский социолог И. Гофман отмечал, что пребывание в закрытых институциональных психиатрических учреждениях формирует у пациентов поведение и роль «психически больного», вводит в роль послушного пациента и укрепляет представления о хронизации тяжёлого психического заболевания. С точки зрения психиатра Ф. Базальи, деятельность которого привела к ликвидации системы принудительного содержания душевнобольных в Италии, недобровольное пребывание в психиатрической больнице уничтожает личность пациента и лишает его будущего, превращает его «в безликий предмет», «в воплощение болезни и монотонного ритма больничной жизни». Состояние больного, помещённого в психиатрическое учреждение, Базалья описывал понятием «институциональный психоз».
Известный американский психиатр, профессор психиатрии и видный деятель антипсихиатрического движения Томас Сас заявлял: «Основной проблемой психиатрии всегда было и поныне остаётся насилие: объявленное угрозой, но лишь предполагаемое насилие „сумасшедшего“, направленное якобы против общества, и действительное насилие, чинимое обществом и психиатром против „сумасшедшего“. Результатом становится лишение пациентов человеческого достоинства, притеснение и преследование тех граждан, которых объявили „душевнобольными“». По мнению Саса, насилием отмечены многие меры психиатрического вмешательства, но в наибольшей степени насилие выражено в недобровольной госпитализации. «Тот факт, что насилие, совершаемое по отношению к душевнобольным, многократно превосходит насилие с их стороны, не имеет никакого значения. Настоящий душевнобольной, утверждаю я, может быть опасен, так как он может повредить себе или окружающим. Однако мы уже причиняем вред: мы лишаем „душевнобольного“ доброго имени и свободы и подвергаем его пыткам, которые называются „лечением“». Таким образом, Сасу удаётся заметить и подчеркнуть два существенных момента: насилие по отношению к людям, признаваемым душевнобольными, применяется прежде (во-первых) и в большей мере (во-вторых), чем насилие с их стороны.
Как утверждает Сас, «История психиатрии… представляет собой в основном отчёт о чередовании модных тенденций в теории и практике психиатрического насилия, составленный на самодовольном медицинском жаргоне». Отношения, в которых состоят врач и пациент в психиатрической больнице, определяются Сасом в категориях власти: «…В больнице для душевнобольных пациент и врач связаны отношениями борьбы за власть, при которых врач выступает в роли притеснителя, а пациент — в роли жертвы». Сас сравнивает недобровольную госпитализацию с рабством и утверждает, что недобровольное пребывание в психиатрической больнице представляет собой не лечение, но «лишение свободы под видом лечения… это скрытая форма социального контроля, которая подрывает равенство перед законом». Он настаивает на необходимости «заменить недобровольную психиатрию (психиатрическое рабство) договорными отношениями между поставщиками помощи и клиентами».
Сас также отмечает, что, в отличие от предполагаемого преступника, предполагаемый душевнобольной лишён процедурных гарантий, предусмотренных Конституцией США: права на личную неприкосновенность, неприкосновенность жилья, тайну переписки и свободу «от несанкционированных обысков и задержаний»; права на «быстрый и открытый суд с участием беспристрастного жюри присяжных», права «быть информированным о природе и причине обвинения, права ознакомиться со свидетельствами, представленными против него, права вызывать в суд свидетелей в свою пользу, получать помощь адвоката для своей защиты», права на защиту от «чрезмерного залога» и «жестокого или необычного наказания», от лишения «жизни, свободы и собственности вне установленного законом порядка». По сути, это приводит к лишению его каких бы то ни было средств самозащиты.

### Критика недобровольной госпитализации в РФ
По данным правозащитников, юристов и авторов СМИ, при недобровольной госпитализации в РФ нередко происходят нарушения прав пациентов. Характерно поверхностное рассмотрение судами заявлений о недобровольной госпитализации, при отсутствии адвоката, в упрощённом порядке, «конвейерным методом» (а в тех случаях, когда адвокаты присутствуют, они нередко занимают по делу позицию, противоположную позиции своего подзащитного, что является безусловным нарушением права на защиту). Свидетелей со стороны пациента в суд не вызывают, часто не обеспечивается участие в судебном заседании даже самого пациента или его представителя. Нередко пациента даже не извещают о будущем судебном заседании. Показания сослуживцев, друзей, соседей, которые могут подтвердить адекватное психическое состояние госпитализируемого, не учитываются, равно как и письменные доказательства: документы, свидетельствующие о том, что человек работает, учится, совершает сделки, ведёт общественную деятельность и пр. Зачастую с первого же дня пребывания в стационаре пациенту вводятся тяжело переносимые психотропные препараты, поэтому, если он всё же предстаёт перед судом, усомниться в тяжести его психического состояния бывает сложно. Субъективной нередко является и оценка степени опасности, выступающей в качестве повода для недобровольной госпитализации.
О решении суда пациентов во многих больницах не информируют; судебное решение, как правило, не вручают. Кассационные жалобы подаются пациентами крайне редко: находясь в стационаре, пациент обычно не может получить квалифицированную юридическую помощь и подготовить жалобу. Пациентов часто лишают возможности видеться с адвокатом или другими выбранными ими представителями, принимать представителей правозащитных организаций.
Помимо случаев, когда недобровольное стационирование осуществляется через суд, нередки случаи косвенного принуждения, различных способов давления врачом на пациента, чтобы избежать судебной процедуры при госпитализации, и случаи согласия вследствие неинформированности. В частности, пациенты подвергаются давлению и запугиванию в приёмном отделении; приводится аргумент, что при санкции суда лечение будет продолжаться не менее полугода; в результате пациент вопреки собственному желанию ставит на специальном бланке или в истории болезни подпись о согласии. Нередки также случаи фальсификации согласия на госпитализацию и лечение.
Некоторые запреты в психиатрических больницах распространяются на всех пациентов, в том числе и оказавшихся в больнице по своей воле: в частности, удерживание добровольно лечившихся пациентов в стационаре на излишне долгий срок вопреки их просьбам о выписке; отказ в переводе в другой психиатрический стационар, невзирая на просьбы пациента и согласие представителей «принимающей» клиники; запрет свободного выхода за пределы отделения; невозможность выйти на прогулку без сопровождения персонала, невозможность пользования телефоном (в том числе и собственным мобильным), запрет на встречи с друзьями, невозможность отказа от лечения и т. д. По данным мониторинга психиатрических больниц за 2003 год, в некоторых стационарах все только что госпитализированные пациенты (вне зависимости от тяжести их состояния) помещались, по крайней мере на короткий срок, в наблюдательные палаты.
В практике юриста Независимой психиатрической ассоциации России Ю. Аргуновой были случаи госпитализации людей, вообще не страдавших психическими расстройствами. Аргунова отмечает, что родственники порой провоцируют конфликт, после которого прибывшая по их вызову бригада медиков видит человека в возбуждённом состоянии, чего оказывается достаточно для госпитализации в стационар. Адвокат Д. Бартенев указывает, что знает множество случаев, когда врачи принимали «недостаточно обоснованное» решение о госпитализации человека по просьбе родственников, которым «не нравится жить с психически больным». Такие действия незаконны, но в них нет состава уголовного преступления. Юрист А. Л. Бурков отмечает, что порой решения о госпитализации принимаются врачом на основании информации, полученной по телефону или в письме, без осмотра лица, не говоря уже о его освидетельствовании врачебной комиссией. По данным общероссийского общественного политического движения «За права человека», причины незаконной госпитализации в РФ чаще всего носят политический (госпитализация правозащитников, а также людей, настойчиво отстаивавших свои социальные и трудовые права в одиночку), криминальный (действия в целях завладеть имуществом пациента) или бытовой (госпитализация по причине семейно-бытовых конфликтов) характер.

## Практика Европейского суда по правам человека по делам о недобровольной госпитализации
Европейский суд по правам человека неоднократно в своих решениях обращался к рассмотрению вопросов о законности недобровольной (принудительной) госпитализации в психиатрические стационары (учреждения). В принимаемых им постановлениях он оценивал, насколько действия властей того или иного государства, в том числе Российской Федерации, соответствовали требованиям пункта 1 статьи 5 Европейской конвенции о правах человека, гарантирующей каждому право на свободу и личную неприкосновенность, но при этом допускающей в случаях и в порядке, установленном законом, заключение под стражу душевнобольных (подпункт «е» пункта 1), а также проверял, было ли судебное разбирательство по вопросу о недобровольной госпитализации действительно справедливым (пункт 1 статьи 6 Европейской конвенции).
Ключевые выводы ЕСПЧ по таким делам сводятся к следующему:
- В пункте 39 своего решения по делу Винтерверп (Winterwerp) против Нидерландов от 24 октября 1979 года суд изложил три необходимых условия, которые должны быть удовлетворены, чтобы «задержание душевнобольного лица» было законным в смысле подпункта «e» пункта 1 статьи 5 Европейской конвенции о правах человека. Во-первых, следует достоверно продемонстрировать, что данное лицо является душевнобольным, то есть перед компетентным органом власти на основе объективных медицинских свидетельств должно быть установлено действительное психическое расстройство; во-вторых, характер или степень этого психического расстройства должны давать основания для недобровольного помещения этого лица под стражу; и в-третьих, обоснованность дальнейшего содержания этого лица под стражей зависит от продолжения существования такого расстройства[47].
- Суд указывал, что «лица, страдающие психическими расстройствами, составляют особенно подверженную ущербу группу, и следовательно, любое вмешательство в их права должно быть предметом строгого рассмотрения, и только „весьма весомые причины“ могут оправдывать ограничение их прав»; «заключение индивида — это такая серьезная мера, которая оправдана только тогда, когда другие, менее ограничительные меры были рассмотрены и признаны недостаточными для защиты лица или общественных интересов, что могло потребовать, чтобы данное лицо было помещено в ограничительные условия» (пункт 52 постановления от 2 мая 2013 года по делу Загидулиной против России)[48].
- В судебных делах о недобровольной госпитализации в психиатрический стационар (и о признании человека недееспособным) суд отмечал двойную роль гражданина, в отношении которого инициировано такое судебное разбирательство: он одновременно является участником процесса, то есть заинтересованным лицом, и в то же время — основным объектом (предметом) исследования суда. Следовательно, участие такого гражданина в судебном слушании необходимо и для того, чтобы обеспечить ему возможность представить суду свои доводы, и для того, чтобы суд мог сформировать собственное мнение о его психическом состоянии. Соответственно, Европейский суд неизменно признает нарушение прав, гарантированных Конвенцией, в случае, если гражданину не было предоставлено возможности лично участвовать в судебном заседании и довести до сведения суда свою позицию (пункты 61, 62 постановления от 2 мая 2013 года по делу Загидулиной против России; пункт 72 постановления от 27 марта 2008 года по делу Штукатурова против Российской Федерации)[48][49].
- В особенности суд усматривал нарушение требований Конвенции о «справедливой и законной процедуре» рассмотрения дел, когда и сам госпитализируемый не участвовал в судебном заседании, и при этом у него не было возможности довести до суда свою позицию, по крайней мере, через выбранного им представителя (пункт 61 постановления от 2 мая 2013 года по делу Загидулиной против России)[48].
- В деле Петуховой против Российской Федерации суд, во-первых, отметил, что процессуальные гарантии, предоставляемые лицам, подвергаемым недобровольному психиатрическому освидетельствованию, по существу являются теми же, которые предоставлены гражданину в случае его недобровольной госпитализации (пункт 32 постановления от 2 мая 2013 года по делу № 28796/07). Во-вторых, суд признал нарушение прав, гарантированных статьёй 5 Европейской конвенции, поскольку заявительница была доставлена в психиатрическую больницу в целях недобровольного психиатрического освидетельствования на основании решения суда силами сотрудников полиции, однако изначально сам суд не получил убедительных письменных доказательств того, что она отказалась от прохождения такого освидетельствования, а впоследствии никто не предложил ей добровольно исполнить решение суда об освидетельствовании, — вместо этого к ней сразу же были применены меры по принудительному препровождению в отделение полиции, где её продержали четыре часа, а затем доставили в психиатрический стационар, где она пробыла ещё три дня (пункты 57—59, 62 постановления)[50].